# Jørn Didriksen
Jørn Didriksen (27 agosto 1953) è un ex pattinatore di velocità su ghiaccio norvegese.

## Carriera
Ha partecipato a due edizioni dei giochi olimpici invernali (1976 e 1980) conquistando una medaglia a Innsbruck 1976.

## Palmarès
Olimpiadi
- 1 medaglia:
  - 1 argento (1000 m a Innsbruck 1976)